# Сувенир
Сувенир (фр. souvenir успомена) је предмет који се купује на путовањима за успомену на одређен догађај, место или особу. Он треба да носи посебну ознаку туристичке дестинације одакле потиче, аутентичност и лаку препознатљивост, као и да пружа ширу слику о земљи, региону или месту из ког потиче. Он представља верни доказ тог поднебља или средине, због чега би требало да је у њој и произведен.

## Основне карактеристике
Сувенир не може бити циљ путовања, посете или боравка, али помаже да што дуже остану у сећању пријатни доживљаји са тих путовања. Свенир треба да буде: 
- релативно малих димензија (лако преносив)
- погодан за масовну производњу
- посебно естетски обраде
- релативно јефтин

## Предмети који служе као сувенири
- Разгледнице
- храна и пиће типични за посећени крај, у адекватном паковању, у малој амбалажи: флаширана ракија или вино, тегла меда, компота, пекмеза или слатког
- најчешће куповани сувенир мајице, капе, шешири. качкети, оловке, пепељаре, упаљачи, привесци, календари, обележивачи страница, са именом или сликом места или манифестације
- у модерније сувенире спадају ЦД, DVD презентације, видео материјал, књиге, брошуре, проспекти, монографије, графике, сериграфије, поштанске маркице, магнети за фрижидере
- предмети занатлија и домаће радиности, делови народних ношњи или луткице у народним ношњама, кувари, мањи музички инструменти или њихове минијатуре
- индустријски производ, нарочито уколико, када је сам процес производње симбол одређеног поднебља[3]
- предмети који су се користили некад давно или се користе данас у кућној употреби кецеље, варјаче, дашчице за сецкање, крпе за кухињу, чаше, шоље, подметачи за чаше, бокали, украсни тањири, столњаци, ешарпе, штуцне.
- реплике културно историјских споменика, скуплтуре, објеката који представљају симболе посећеног места[4]
- музејски сувенири и сувенири из других посећених културних установа, као што су библиотеке, могу бити копије онога што се чува у таквим установама[5][6]

## Значај сувенира
Сувенири имају функцију задовољења туристичке потребе, утиче на повећање туристичке потрошње и може да представља значајан извор прихода за локално становништво.

## Штетни сувенири
Сувенири су штетни уколико туристи односе културно, или природно благо, ретке и угрожене животиње, биљке, а понекад и „само“ одређено камење. Неке државе прописују високе казне за лов или скупљање заштићених врсти, о томе обавештавају становништо у јавним медијима, те саветују туристе да не купују или не узимају такве сувенире, чак и када се не ради о угроженим врстама, како би се очували природа, биодиверзитет или културно благо.
Осим тога, неки сувенири, сами по себи могу бити штетни, посебно у случају када посетиоци немају довољно информација о ономе што желе да понесу са собом, или када предмети или места на коме се налазе нису у ту сврху предвиђени.